# 长征2型燃气轮机车
长征2型燃气轮机车是中国铁路的第二种燃气轮机车，于1977年试制了一台，属于实验性产品。

## 概要
在长征型燃气轮机车的试验结果和研制经验上，长春机车厂与哈尔滨汽轮机厂、铁道部科学研究院、哈尔滨铁路局、清华大学、哈尔滨工业大学等多个单位于1971年又开始合作研制长征2型燃气轮机车，1977年12月首台机车落成。机车采用简单开式循环的单轴燃气轮机，传动方式为交—直流电传动，可以燃用重油，构造速度为100公里/小时。与长征型相比，长征2型机车主机输出功率提高了1500马力，达到4500马力，热效率也提高到21.7%。
长征2型燃气轮机车曾被考虑作为青藏铁路格拉段的主力牵引机车。

## 技术特点
长征2型机车为干线货运用交—直流电传动燃气轮机车，采用全钢焊接的框架式侧墙承载结构车体，两端设有同等功能的司机室，可双向操纵机车；车体内侧墙和中间隔墙均设有阻尼涂料、泡沫塑料和玻璃棉的隔音材料。空气制动系统采用EL-14型空气制动机。
长征2型机车的动力装置为一台单轴开口式简单循环的燃气轮机，是以长征型机车的3000马力燃气轮机组为基础进行模化设计，主要改进为提高了压气机增压比。燃气轮机由压气机、燃烧室及涡轮三部分组成，输出功率可达4500马力，但受机车电传动装置的限制，机组装车功率为4000马力，额定转速为每分钟7900转，满负荷涡轮前温度为760℃，可燃烧柴油或重油。机车采用交—直流电传动，电传动系统基本与东风4型柴油机车完全相同，燃气轮机通过减速齿轮箱驱动一台TQFR-3000型三相交流同步牵引发电机，经硅整流机组整流后供给六台并联的ZQDR-410型四极串励直流牵引电动机通过牵引齿轮带动车轮。为扩大机车的恒功率速度范围，牵引电动机可使用两级磁场削弱。
机车的辅助动力机组由一台380马力柴油机和一台200千瓦交流辅助发电机组成，辅助机组除了用于启动燃气轮机外，也为油泵、水泵、空气压缩机、通风机等全部辅助传动装置提供电源。此外，辅助机组也可以用于机车单机运行的动力，以避免燃气轮机在低工况下运转效率低的缺点。
机车走行部为两台无导框三轴转向架，轴箱采用拉杆式定位；一系悬挂为轴箱两侧螺旋弹簧，并带有液压减震器；二系悬挂为橡胶堆。每个轮对上均装有闸瓦间隙自动调节装置的基础制动装置。牵引电动机采用抱轴式半悬挂安装方式，传动齿轮比为68：15。

## 参看
- 燃气轮机车
- 长征型燃气轮机车